# Blackout du blog bengali en 2013

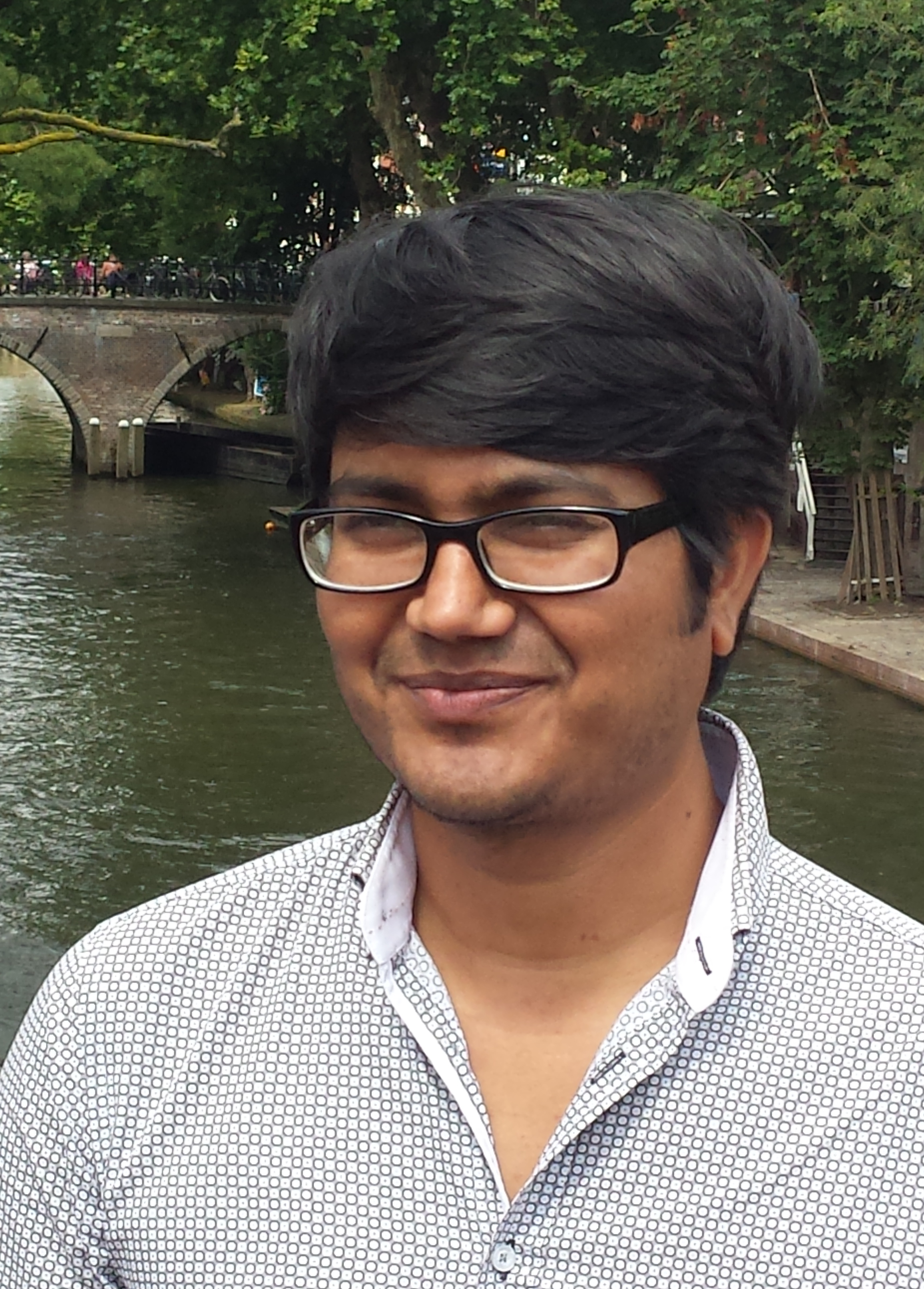
Asif Mohiuddin, l'un des quatre blogueurs arrêtés.

Le 4 avril 2013 à sept heures GMT a commencé le blackout du blog bengali pour une durée indéterminée pour protester contre l'arrestation de quatre blogueurs au Bangladesh (Moshiur Rahman Biplob, Rasel Parvez, Subrata Adhikari Shuvo et Asif Mohiuddin),. Le black-out devait soutenir une demande de libération inconditionnelle des blogueurs arrêtés,. Un groupe fondamentaliste nommé Hefazat-e-Islam Bangladesh a lancé une campagne pour pendre les blogueurs libres-penseurs et exiger des lois sévères sur le blasphème. En réponse, le gouvernement a commencé à surveiller les sites de blogs bengalis et à envoyer des lettres à leurs autorités pour mettre fin aux blogs « antireligieux » et fournir des informations sur les blogueurs « antireligieux » présumés. Les blogueurs ont manifesté leur solidarité avec ce black-out en changeant leurs photos de profil sur Facebook et en tweetant avec le hashtag #MuzzleMeNot. Différentes organisations internationales ont exprimé leur vive inquiétude quant à la mise en détention de blogueurs libres-penseurs,,. Après 92 heures de black-out, les blogs sont revenus en ligne en publiant un communiqué de presse sur leur page Facebook centrale.

## Contexte

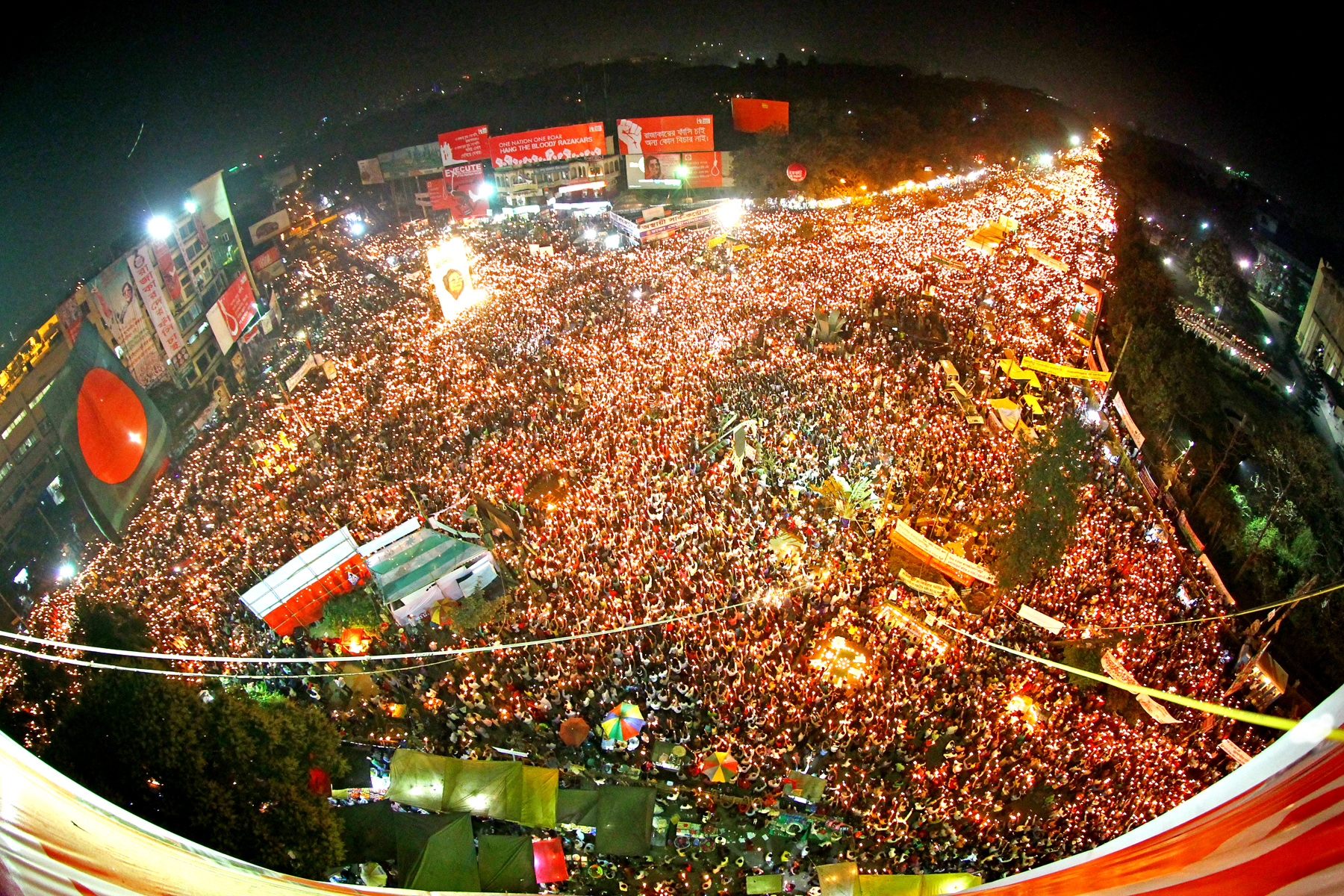
La manifestation sur la place Shahbag en 2013.

Dès le début de la manifestation Shahbag, des blogueurs sont descendus dans la rue pour exiger la peine capitale contre Abdul Quader Molla, un criminel de guerre de la guerre de libération du Bangladesh et un dirigeant du Bangladesh Jamaat-e-Islami. Au cours des manifestations, un auteur controversé, blogueur pro-Shahbag et activiste en ligne Sunnyur Rahman, populairement connu sous le nom de « Nastik Nobi » (Prophète athée) dans la communauté du blog, a été poignardé le 7 mars 2013. Un autre blogueur pro-Shahbag, Ahmed Rajib Haider, qui critiquait Jamaat-e-Islami, a été tué par quelques militants de Jamaat,. Par la suite, une organisation fondamentaliste islamique soutenue par le Jamaat a lancé une violente manifestation demandant la peine de mort pour tous les blogueurs prétendument « anti-islamiques », et ils ont qualifié d'athées tous les participants du mouvement Shahbag. Le porte-parole du mouvement Shahbag, Imran H. Sharkar, a déclaré : « Hifazat-e-Islam cherche désespérément à contrecarrer le procès pour crimes de guerre et le processus d'interdiction du Jamaat-e-Islami. ».
Par la suite, le gouvernement du Bangladesh a commencé à surveiller la blogosphère et a envoyé des lettres aux autorités du blog bengali pour mettre fin aux blogs prétendument « antireligieux » et pour fournir des informations sur les blogueurs présumés « antireligieux »,.
Dans la nuit du 1er avril 2013, trois blogueurs ont été arrêtés par la police de la branche détective (DB). Le blogueur Rasel Pervez, un éminent physicien et blogueur et Mashiur Rahman Biplob ont été arrêtés à leur domicile. Subrata Adhikari Shuvo, étudiant en maîtrise au département bengali de l'université de Dacca, a également été arrêté le même jour dans son dortoir universitaire.
Un autre blogueur, Asif Mohiuddin, a été appelé au poste de police le 3 avril 2013, et lorsqu'il s'y est rendu, il a été arrêté. Auparavant, la Bangladesh Telecommunication Regulatory Commission avait forcé le blog bengali somewhereinblog.net à supprimer tous les écrits, d'Asif Mohiuddin. Cette décision a été critiquée par Human Rights Watch, Amnesty International, Center for Inquiry, Reporters sans frontières, le Comité pour la protection des journalistes, et plusieurs autres organismes.